# Rolls-Royce Armoured Car
Das Automobil Rolls-Royce Armoured Car ist ein britischer Panzerwagen, der 1914 entwickelt wurde und vom Ersten Weltkrieg bis in die Mitte des 20. Jahrhunderts regulär in vielen Regionen des ehemaligen Britischen Weltreiches eingesetzt wurde.

## Vorgeschichte
Charles Rumney Samson R.N. kam im August 1914 an die britische Kriegsfront in Flandern. Kurzfristig sah er Bedarf für ein Panzerfahrzeug, um sich in Frontnähe sicher bewegen zu können. Kurzerhand ließ er auf einer Schiffswerft in Dünkirchen seinen privaten Rolls-Royce mit einer Panzerung versehen. Dies erfuhr die britischen Admiralität und Winston Churchill genehmigte ein Projekt zur Einführung solcher Fahrzeuge. Es wurden zunächst 60 offene Fahrzeuge mit Seitenpanzerungen auf Fahrgestellen der Hersteller Rolls-Royce Ltd., Wolseley Motor Company und der britischen Marke von Clement Talbot Ltd. gebaut. Die Fahrzeuge kamen im Oktober 1914 bei den Einheiten zum Einsatz. Samson ließ von diesen Fahrzeugen einige mit gepanzerten und oben geschlossenen Kabinen nachrüsten.

## Entwicklungs- und Fertigungsgeschichte
Der Royal Naval Air Service (RNAS) stellte im Ersten Weltkrieg die ersten britischen Einheiten mit Panzerwagen auf, die als Vorläufer der späteren Panzertruppe gelten. Im September 1914 wurden alle verfügbaren Fahrgestelle des Silver Ghost einschließlich ihrer teilweise von 40 auf 80 bhp verstärkten Motoren reserviert und bildeten die Basis für die neuen Panzerwagen. Im Folgemonat konstruierte das Royal Naval Armoured Car Division (RNACD) als Sonderabteilung des Air Department bei der britischen Admiralität, darunter auch Flight Commander T. G. Hetherington, einen Aufbau für diese Fahrgestelle, der aus einer gepanzerten Karosserie und einem Geschützturm zur Aufnahme eines einzelnen Vickers-Maschinengewehres bestand. Am 15. November 1914 kam das erste Fahrzeug mit Turmaufbau bei der RNACD in Nord-Kensington an.
Die ersten drei RNAS-Rolls-Royce-Fahrzeuge wurden als offene Ausführungen am 3. Dezember 1914 in Flandern ausgeliefert, obwohl sich an der Westfront die Situation änderte. Denn die Truppenbewegungen, bei dem zuvor die einfachen Vorläufer des Rolls-Royce eingesetzt waren, endeten durch den gerade beginnenden Stellungskrieg. Ab 1915 waren die besser geschützten Fahrzeuge mit Turm verfügbar. Die Fertigung der Fahrgestelle und Panzerwagen wurde ab 1917 ausgesetzt, damit sich Rolls-Royce auf die Produktion von Flugmotoren konzentrieren konnte.
In den Jahren 1920 und 1924 wurden die Fahrzeuge modernisiert und wie folgt benannt: Rolls-Royce Panzerwagen Ausführung 1920 (Pattern Mark IA) und Rolls-Royce Panzerwagen Ausführung 1924. Im Jahr 1940 wurde bei 34 Fahrzeugen, die in Ägypten beim 11. Husarenregiment der britischen Armee (11th (Prince Albert's Own) Hussars) eingesetzt waren, die „alten“ Geschütztürme durch einen oben offenen gepanzerten Aufbau ersetzt, der mit einer Panzerbüchse Boys, einem Bren-Maschinengewehr im Kaliber .303 British und einem Rauchgranatenwerfer ausgerüstet war.
In Ägypten bekamen einige Fahrzeuge ein neues Fahrgestell von Fordson-Lastkraftwagen und wurden als Fordson Armoured Car bekannt. Auf zeitgenössischen Fotos sind sie mit Panzerbüchse Boys, Maschinengewehren und Einrichtungen zur Flugzeugabwehr erkennbar.

## Modellgeschichte
Die frühen Fahrzeuge entstanden in der Anfangszeit des Ersten Weltkrieges und basierten auf schweren Serienlimousinen von Rolls-Royce. Die Urversionen hatten im Heckbereich eine Ladefläche im Pickupstil und aufklappbare Kugelschutzblenden vor dem Kühler. Seltener sind Varianten des „Indian Pattern“ der BAF (Burma Auxiliary Force), mit geschütztem Heckbereich und teilweise mit Kuppelturm. Für starke Zuladung war die Hinterachsfederung oft zu schwach. Bei manchen Fahrzeugen wurden die Panzeraufbauten später mit Fahrgestellen von Lastkraftwagen (Fordson) modernisiert. Insgesamt wurden zur Zeit des Ersten Weltkrieges rund 120 Exemplare gefertigt. Neben einigen Einzelanfertigungen sind folgende Bauarten bekannt:
- Samson's squadron Silver Ghost, August 1914 (private offene Vorläuferversion von Charles Rumney Samson R.N.)[5]
- Pattern 1914 Mk.I" – erste Baureihe, offen, noch ohne Turm
- Indian Pattern 1916 – Lokalproduktion in Indien auf Basis Rolls-Royce. Geschützter Heckbereich oben offen, Hinterachsfederung schwach, waagerechte Kühlerschutzpanzer und Vorläuferversion des Culin Hedgerow Cutter[10]
- Pattern 1920 Mk. I – dickere Kühlerpanzerung und neue Räder
- Pattern 1920 Mk. IA – Panzerturm für den Kommandanten.
- Pattern 1920 Mk. I – Geschützturm mit Panzerturm für den Kommandanten
- Indian Pattern 1920 – basiert auf der Ausführung 1920. Hatte eine erweiterte Karosseriepanzerung mit mehr Platz im Inneren und einen Geschützdom mit vier Kugelblenden für Maschinengewehre[11]
- Fordson – einige Fahrzeuge in Ägypten bekamen ein neues Fahrgestell von Fordson-Lastkraftwagen mit Ford-V8-Motor. Diese Fahrzeuge erhielten erkennbar breitere Reifen auf anderen Felgen und ein Vorderradbremssystem.[5][9]

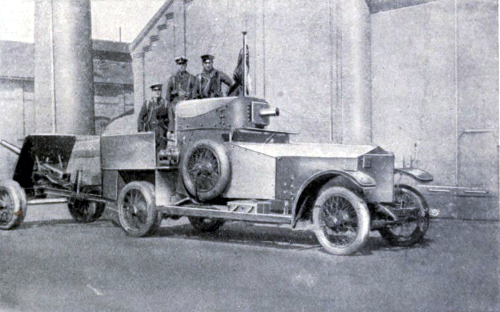
Pattern 1915 Mk. I, erste Version mit Turm in Dünkirchen
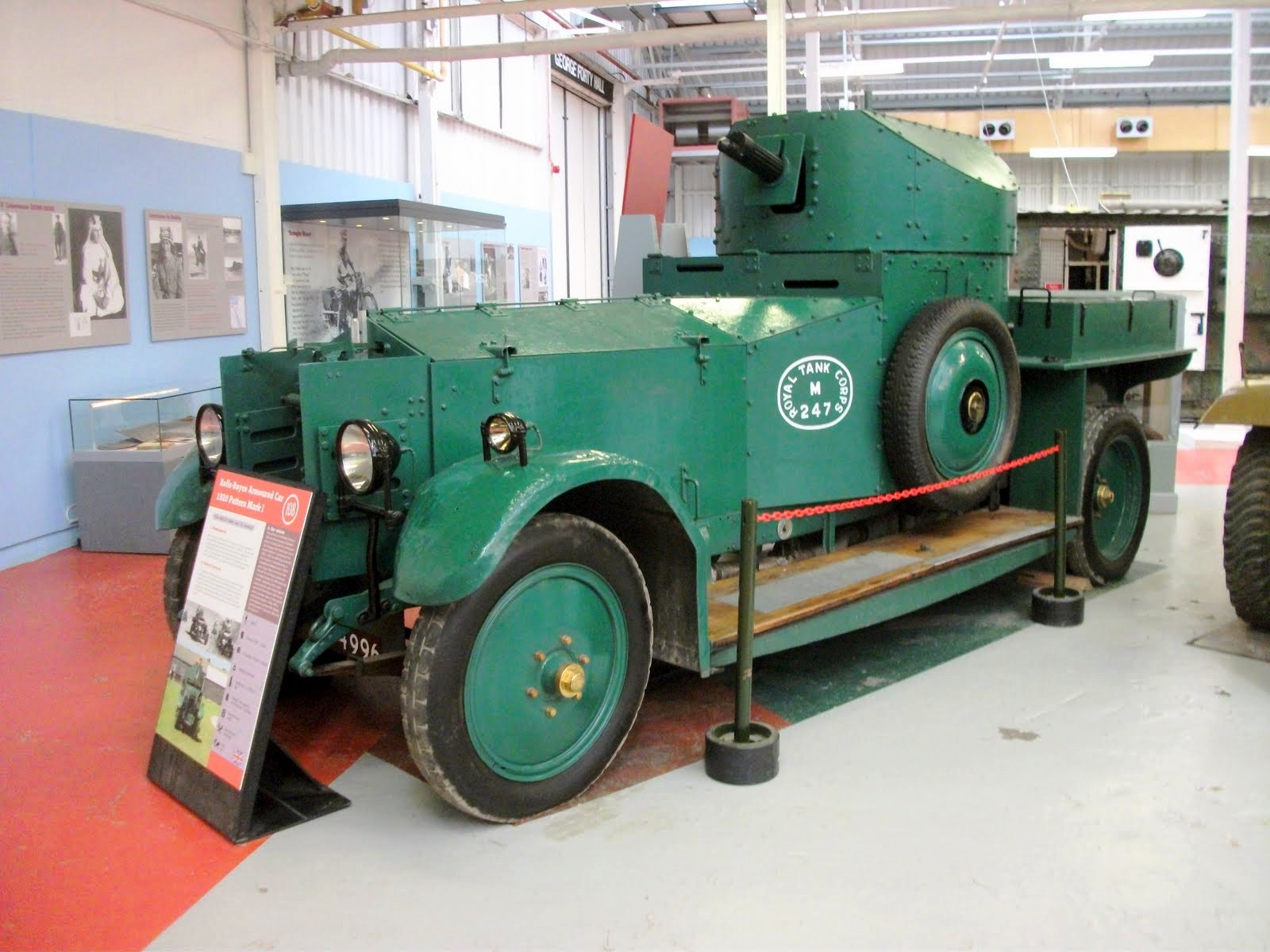
Pattern 1920 Mk. I in Bovington
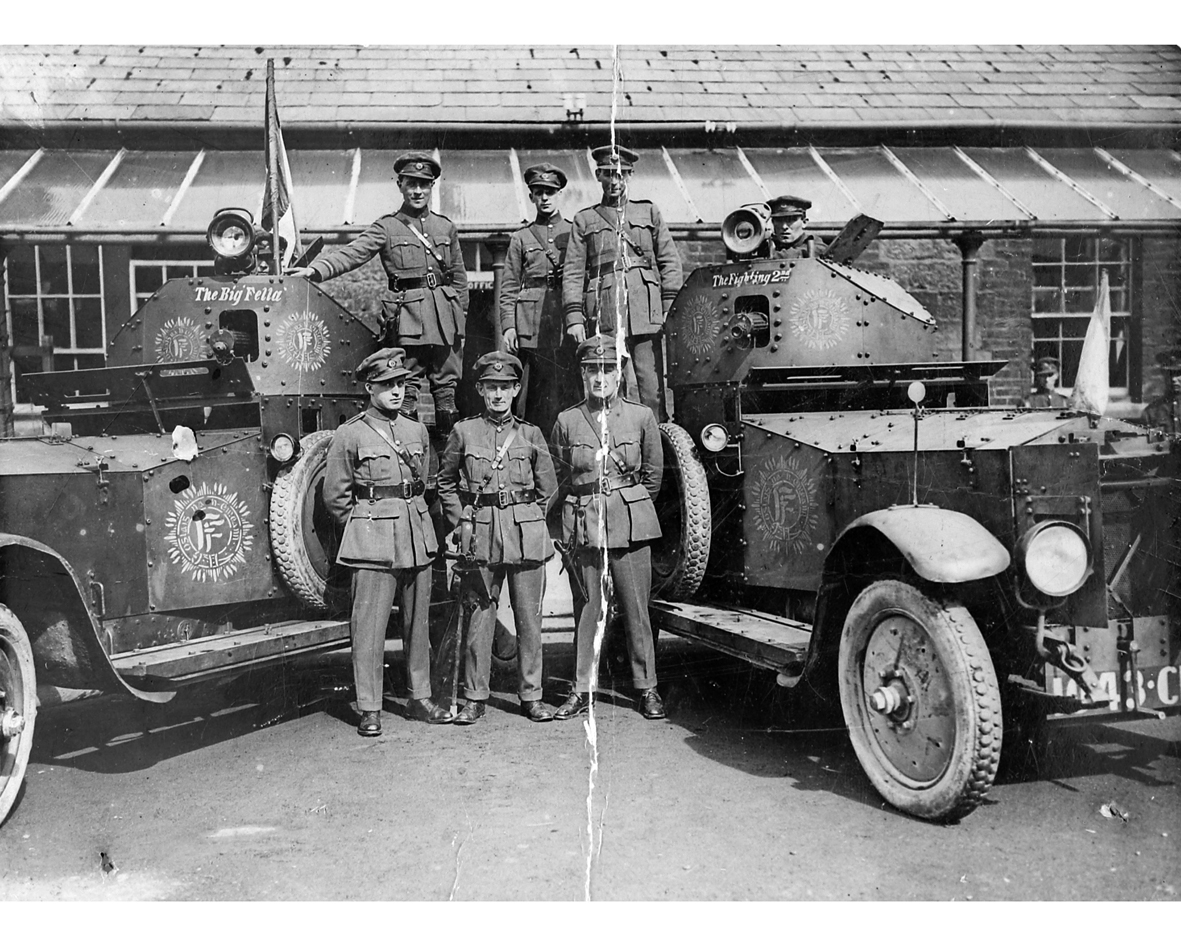
The Big Fella and The Fighting 2nd in Irland
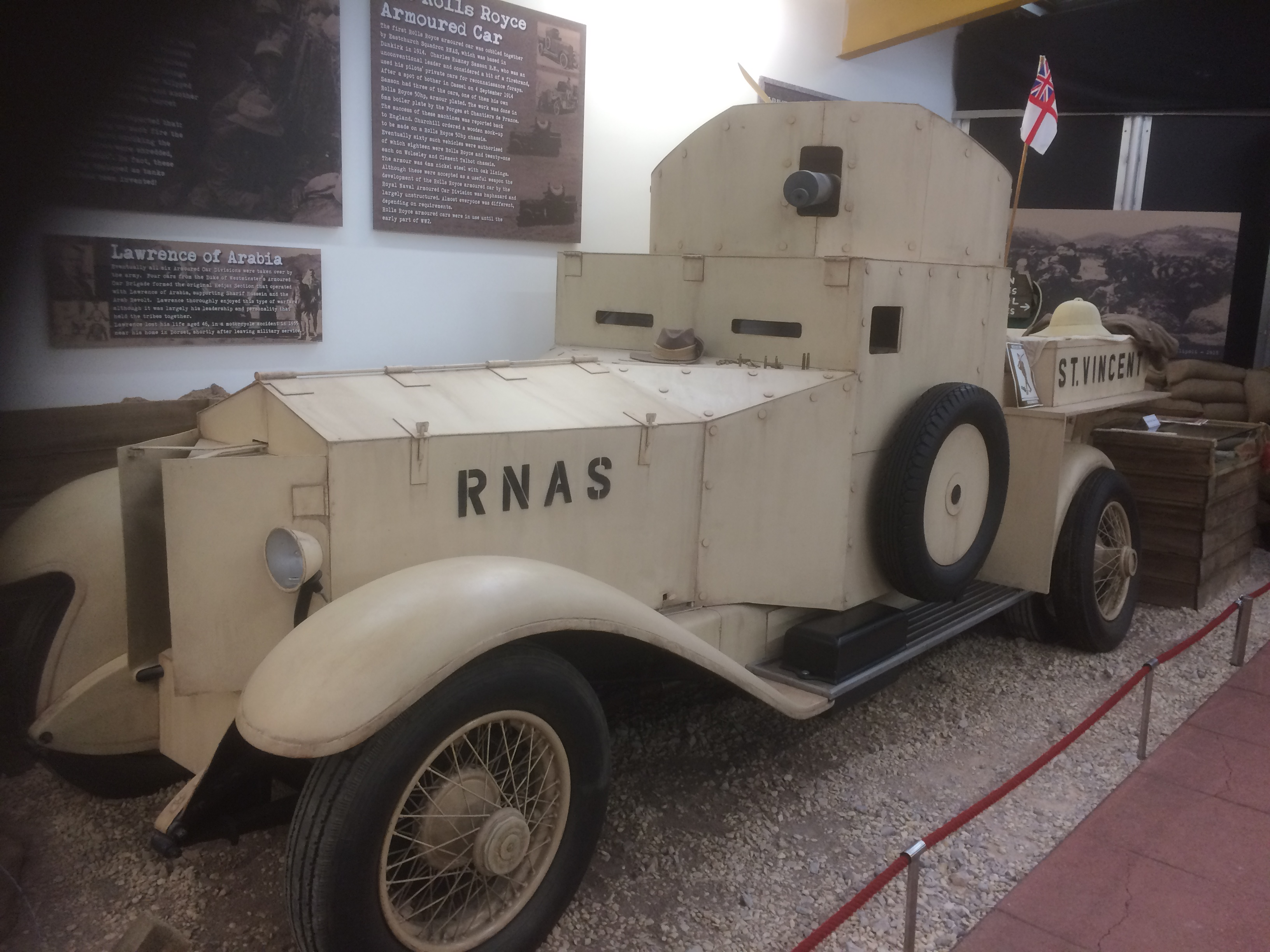
RNAS-Version mit Anpassungen für den Wüstenbetrieb
Rolls-Royce-Fordson mit zwei MG

Für ein Versuchsfahrzeug wurde der Geschützturm abgebaut und durch ein automatisches 1-Pfünder-Flugabwehrgeschütz ersetzt. Einige Fahrzeuge hatten Maxim-Maschinengewehre oder eine Panzerbüchse Boys oder eine Zwillingsflak anstatt der Vickers-Maschinengewehre.
Mitte der 1920er Jahre stellte man die Neufertigung auf Basis der Rolls-Royce Chassis ein, da man bessere Lösungen für Panzerwagen anstrebte. In der Zwischenkriegszeit wurde von Vickers und Crossley das Vickers Crossley armoured car (Model 25) produziert. Das Fahrzeug hat konzeptionelle Ähnlichkeit mit dem Rolls-Royce Armoured Car. Das auf Crossley 1,5 Tonnen Lastkraftwagen basierende Fahrzeug wurde erfolgreich an mehrere Länder exportiert.

## Einsatz

### Erster Weltkrieg

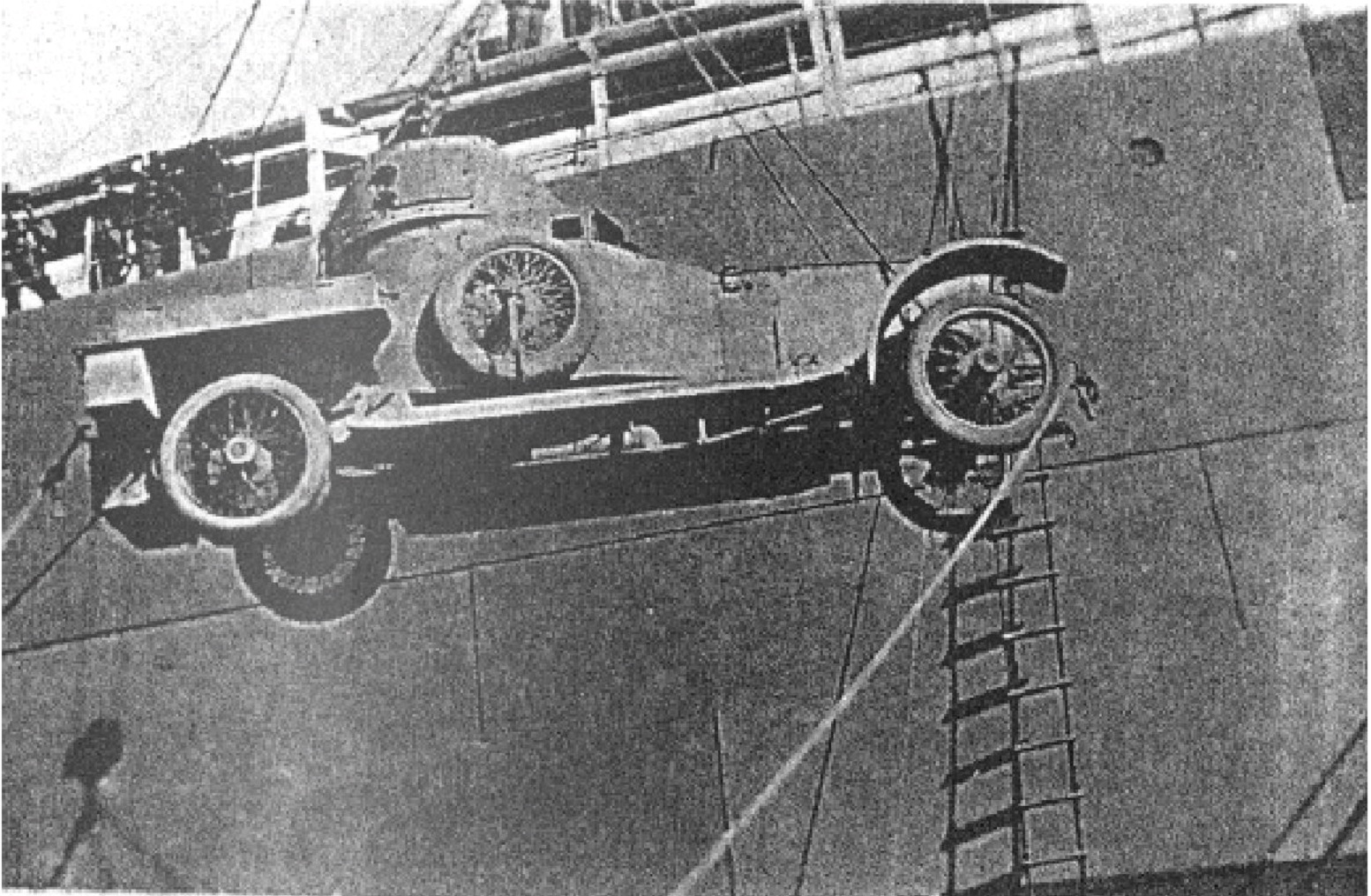
Rolls-Royce-Entladung in Walvis Bay, Namibia (1915)

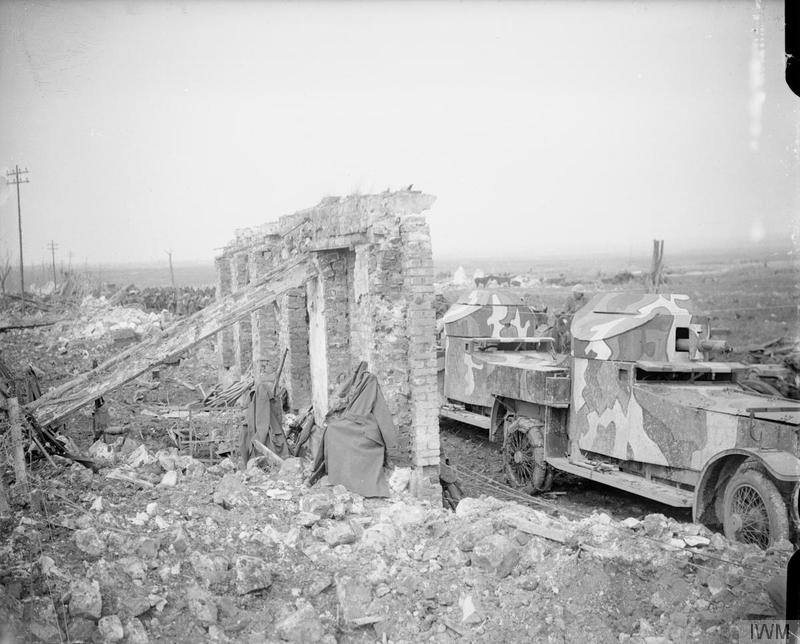
Rolls-Royce mit Tarnanstrich, Schlacht bei Arras (1917)

Es wurden sechs Royal Naval Air Service RNAS-Rolls-Royce-Einheiten mit je 12 Fahrzeugen beim British Expeditionary Force (BEF) gebildet: Eine Einheit ging nach Frankreich, eine ging nach Afrika für den Kampf in den deutschen Kolonien und zwei wurden im April 1915 in der Schlacht von Gallipoli eingesetzt. Später wurden die Einheiten aufgelöst und ihr Material der British Army übergeben, welche die Fahrzeuge in den Einheiten der leichten, gepanzerten Motorbatterien einsetzte. Für die schlammigen, mit Gräben durchzogenen Schlachtfelder der Westfront waren die Panzerwagen kaum geeignet, zeigten sich aber als ideal für den Einsatz im Nahen Osten. So wurden einige Einheiten nebst den Fahrzeugen von Frankreich nach Ägypten verlegt.
Lawrence von Arabien setzte ein solches Fahrzeug in seinen Operationen gegen die türkischen Truppen ein. Er nannte die Einheit von neun Rolls-Royce-Panzerwagen für den Sieg der „Revolte in der Wüste“ „wertvoller als Rubine in der Wüste“ (“More valuable, than rubies in the desert”). Diese Auffassung vertrat er sein ganzes weiteres Leben lang, und als ihn ein Journalist einmal fragte, was für ihn das Wertvollste sei, antwortete er: „Ich hätte gerne meinen eigenen Rolls-Royce und dazu genügend Reifen und Benzin für mein ganzes Leben.“.

### Zwischenkriegszeit
Die Fahrzeuge wurden bei den britischen Streitkräften von etlichen namentlich bekannten Einheiten genutzt. Unter anderem sind dazu bekannt:
- No.1 Armoured Car Company RAF (1 ACC), aufgestellt am 19. Dezember 1921 bei Kairo am damaligen Flugplatzstandort RAF Heliopolis, im Mai 1922 nach Pälästina verlegt, am 1. Dezember 1923 in die No.2 Armoured Car Company RAF (2 ACC) integriert.
- No.2 Armoured Car Company RAF (2 ACC), aufgestellt am 7. April 1922 in Heliopolis, anschließend nach Pälästina verlegt, am 14. September 1922 zum Irak in Marsch gesetzt.
- No.3 Armoured Car Company RAF (3 ACC), stationiert in Basrah, Einsatzgebiet südlicher Irak
- No.4 Armoured Car Company RAF (4 ACC), stationiert in Mossul
- No.5 Armoured Car Company RAF (5 ACC), stationiert in Mossul
- No.6 Armoured Car Company RAF (6 ACC), stationiert in Baghdad

### Zweiter Weltkrieg

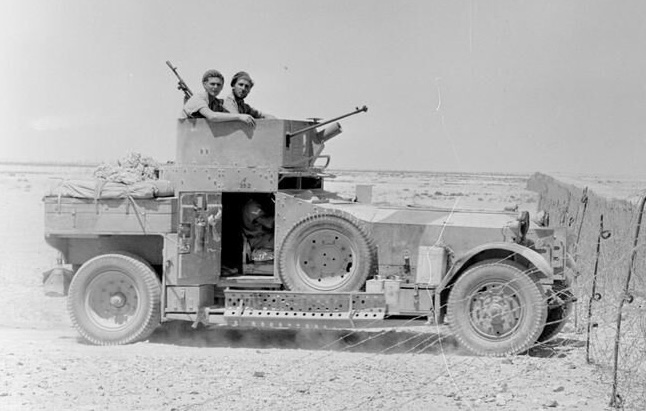
Rolls-Royce Panzerwagen Ausführung 1924 mit „neuem“ offenem Geschützturm in der Nähe von Bardia in Nordafrika (1940)

Bei Ausbruch des Zweiten Weltkrieges waren 76 Fahrzeuge im Einsatz. Sie wurden im Wüstenkrieg in der Westlichen Wüste (11. Juni 1940 bis 4. Februar 1943), im britisch-irakischen Krieg (2. – 31. Mai 1941) und im syrisch-libanesischen Feldzug (8. Juni – 14. Juli 1941) eingesetzt. Ende 1941 wurden sie außer Dienst gestellt, da neuere Panzerwagen verfügbar waren. Einige Rolls-Royce Panzerwagen Ausführung Indien wurden auf dem indischen Subkontinent und in Birma eingesetzt.

### Irischer Bürgerkrieg

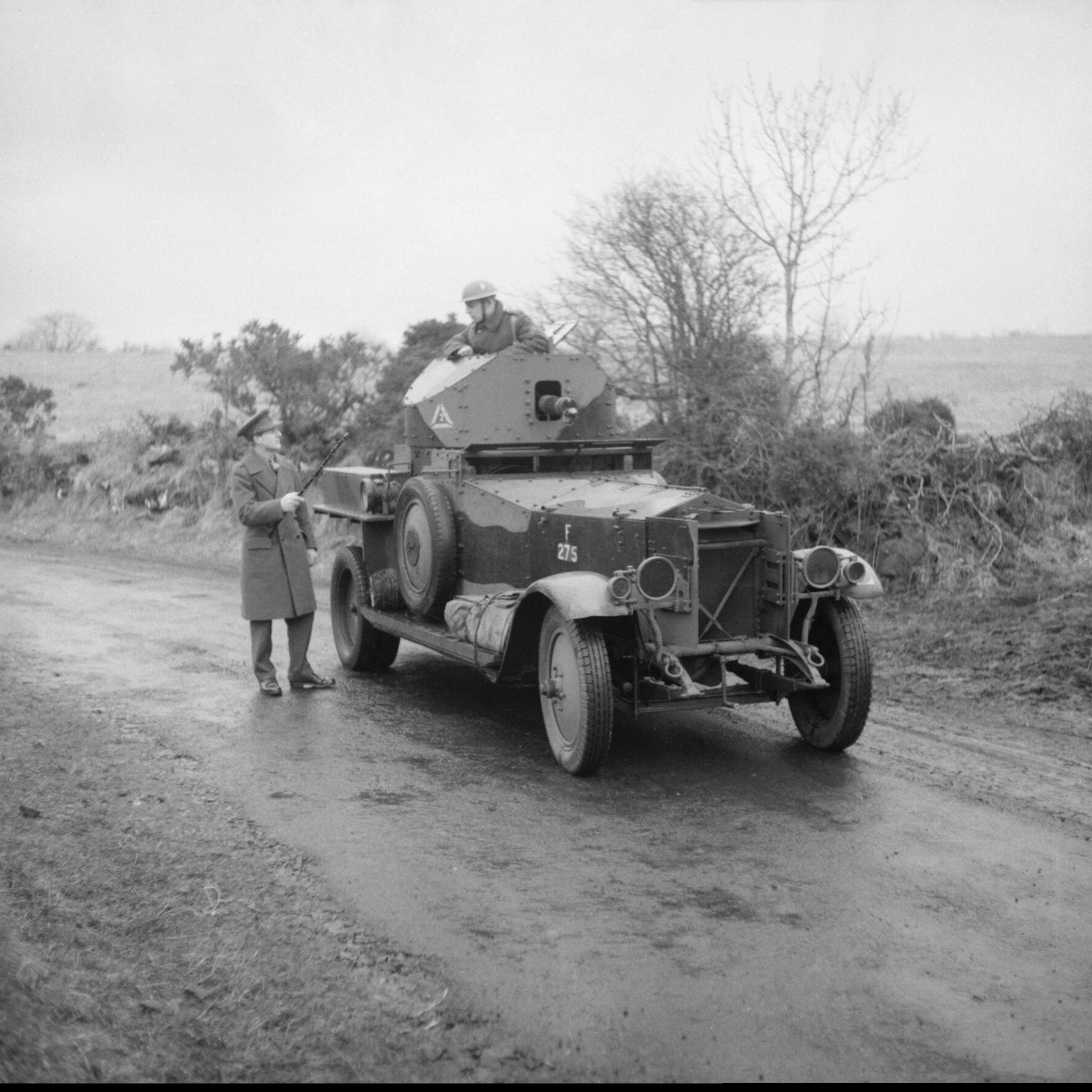
Rolls-Royce in Nordirland

Im irischen Bürgerkrieg (1922–1923) überließ die britische Regierung 13 Rolls-Royce-Panzerwagen dem Freistaat Irland, um sie gegen die IRA einzusetzen. In Straßenkämpfen und beim Schutz von Konvois waren die Panzerwagen von großem Vorteil und leisteten einen wesentlichen Beitrag zur Rückeroberung der Städte Cork und Waterford. Erstaunlicherweise blieben sie trotz massiver Wartungsprobleme und Schwierigkeiten mit dem irischen Wetter bis 1944 im Einsatz und wurden erst außer Dienst gestellt, als keine neuen Reifen mehr zu bekommen waren. 12 dieser bei der irischen Armee eingesetzten Wagen wurden 1954 zerlegt und verkauft. Einen mit dem amtlichen Kennzeichen ARR-2 und dem Namen Sliah na mBan behielt die Armee und man nimmt allgemein an, dass er am 22. August 1922 Teil der Kolonne des IRA-Führers Michael Collins war, als dieser in einem Feuergefecht starb. Dieser Rolls-Royce Armoured Car ist einer von nur noch zwei heute existierenden und wird regelmäßig bei Paraden und Tagen der offenen Tür gezeigt; meistens fährt er aus eigener Kraft. Er wird vom Logistikcorps der Armee im Curragh Camp gewartet. Einer der 12 verkauften Wagen (ARR-1 Danny Boy/Tom Keogh) überlebte bei einem Sammler in England.
Die Aufzeichnungen zu den Fahrzeugen des Freistaat Irland wurden relativ gut dokumentiert. Dazu ist eine Liste der Fahrgestellnummern, die mit Fahrzeugkennzeichen und besonderen Fahrzeugnamen verknüpft wurden erhalten.
| Fahrgestellnummer | Armeekennung | Fahrzeug-Name         |
| ----------------- | ------------ | --------------------- |
| 101 WO            | ARR 1        | Danny Boy / Tom Keogh |
| 103 WO            | ARR 2        | Slievenamon           |
| 200 WO            | ARR 3        | The Fighting 2nd      |
| 108 WO            | ARR 4        | The Baby              |
| 181 WO            | ARR 5        | Mutineer              |
| 161 WO            | ARR 6        | Custom House          |
| 182 WO            | ARR 7        | Moneygall             |
| 185 WO            | ARR 8        | The Big Fella         |
| 173 WO            | ARR 9        | Ex-Mutineer           |
| 30 PG             | ARR 10       | Flying Fifty          |
| 174 WO            | ARR 11       | Kilmichael            |
| 162 WO            | ARR 12       | Knockanana            |
| 111 WO            | ARR 14       | High Chief            |

### Nachkriegszeit
Die Fahrzeuge in Irland blieben nach 1945 bis in die 1950er Jahre im Einsatz. Zu weiteren Einheiten ist bekannt:
- No. 2702 Armoured Car Squadron RAF, entstanden am 3. Oktober 1946 aus No.2 Armoured Car Company RAF, am 25. Februar 1947 umbenannt nach No.2 Armoured Car Squadron.

## Museale Rezeption

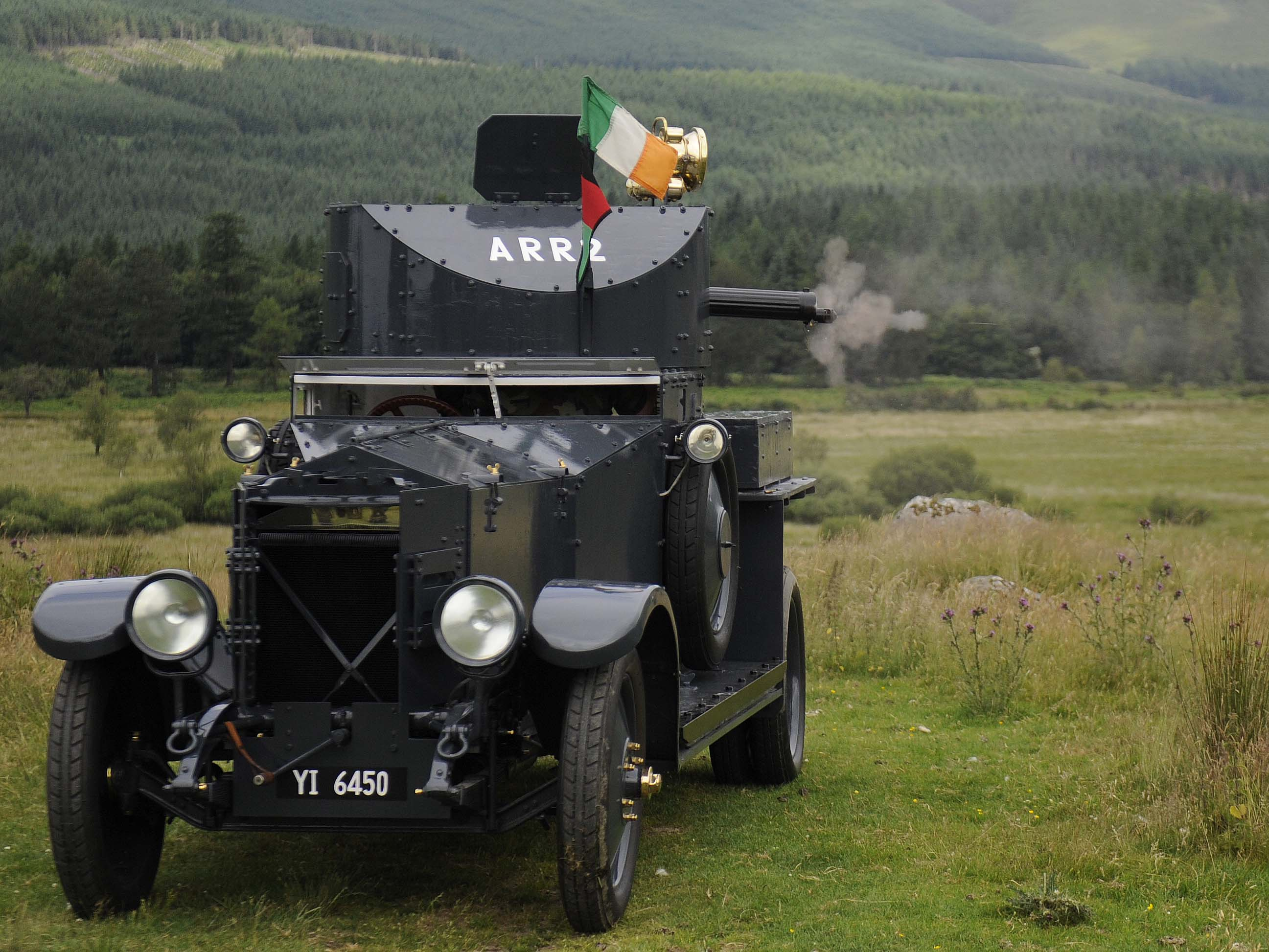
Rolls-Royce Armoured Car
„Pattern Mk. I“ (1914)
„ARR-2, Sliabh na mBan“
(irisches Originalfahrzeug)

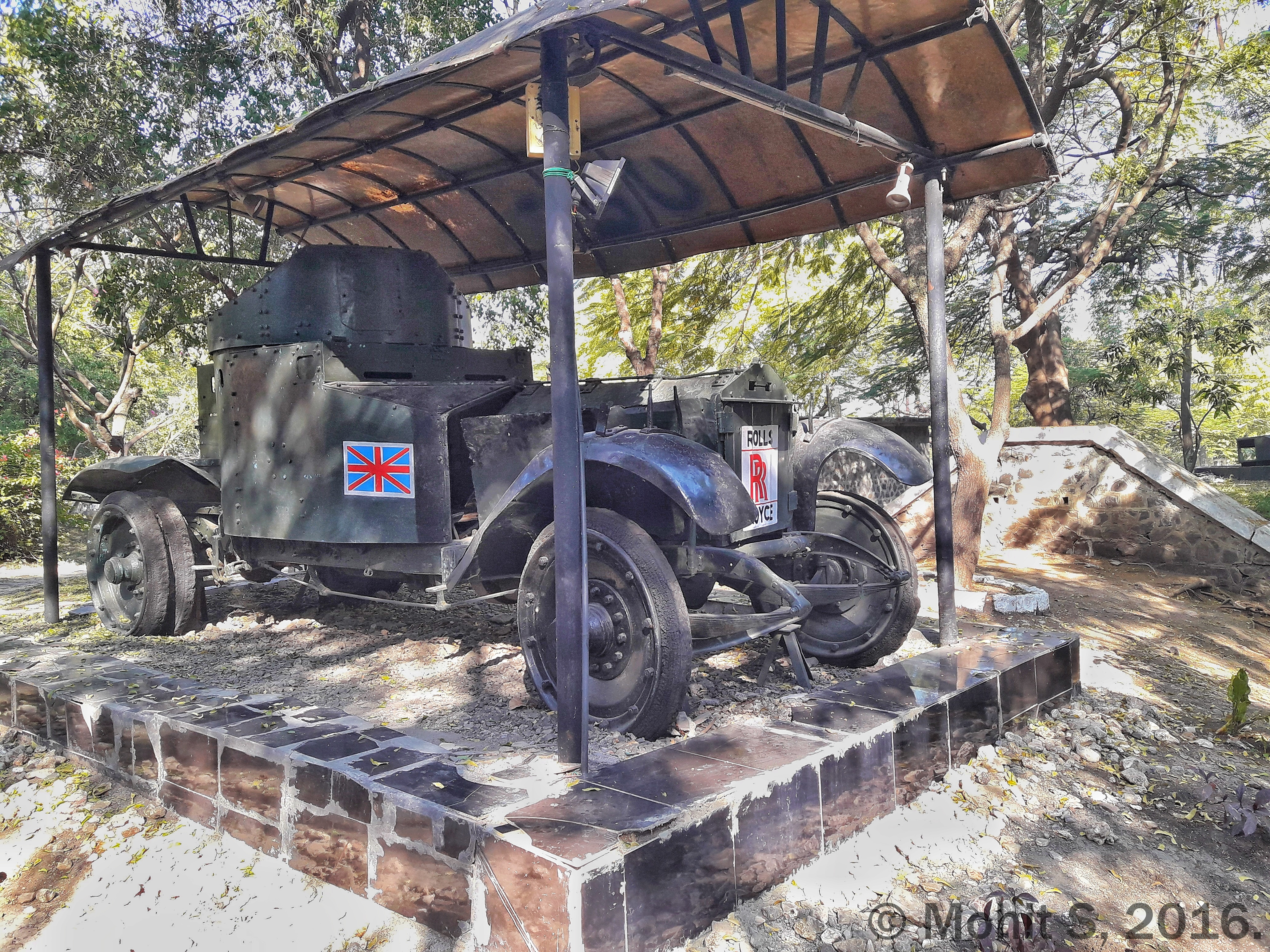
Rolls-Royce-Panzerwagen-Relikt im Cavalry Tank Museum (Ahmednagar)

Die erhaltenen Fahrzeuge finden weltweit automobilhistorisches Interesse und werden auch wegen ihres Stellenwertes in der Entwicklungsgeschichte von Radpanzerfahrzeugen beachtet. Schon während ihrer Dienstzeit wurden die meisten Fahrzeuge mehr oder weniger stark modifiziert; von den noch erhaltenen Fahrzeugen sind die wenigsten nahe beim Originalzustand bei Auslieferung. In Ausstellungen und bei anderen Präsentationen finden sich Originalfahrzeuge, unrestaurierte Fahrzeuge (auch Restobjekte) und Nachbauten mit Originalfahrzeuganteilen. Nachfolgend eine Auswahl zu den bekannten Objekten:
- Ein Rolls-Royce Armoured Car „Pattern Mk. I“ (1914) (Zusatzkennung: „ARR-2, Sliabh na mBan“) befindet sich im Militärmuseum von Curragh. Dieses weltweit bekannte, fahrbereite Fahrzeug ist im restaurierten Originalzustand. Es gilt als das dienstälteste Fahrzeug dieser Art, welches mit wenigen Unterbrechungen vom Militär betreut und genutzt wird.[4][13]
- Ein Rolls-Royce Armoured Car "Pattern Mk. I" (1920) ist im Tank Museum (Bovington-Camp) ausgestellt. Dieses fahrbereite Fahrzeug ist weltweit bekannt und hat einen Restaurationgrad nahe am Auslieferungszustand.[2]
- Ein Rolls-Royce Armoured Car "Pattern Mk. I" (1914) ist vom Haynes International Motor Museum von (Yeovil) bekannt. Der Panzeraufbau wurde im Stil des Wüstenfahrzeuges von Lawrence von Arabien nachgebaut, wobei angeblich das Fahrgestell von einem frühen Rolls-Royce-Fahrzeug stammen soll. Bekannte Fotografien des Objektes zeigen das sandfarbene Fahrzeug mit den Beschriftungen „RNAS“ und „ST. VINCENT“.
- Ein Rolls-Royce-Fordson Armoured Car, welches den 1940 umgerüsteten Fahrzeugen der No.2 Armoured Car Company RAF (2 ACC) ähnelt, befand sich beim RAF Regiment, Depot RAF Honington im dortigen Royal Air Force Regiment Museum. Das sandfarbene Fahrzeug ist mit der Kennung „HMAC AJAX“ und dem Kennzeichen „AHD1935“ bekannt. Aktuelle Information aus dem Museum ist nicht verfügbar. Der Standort des Fahrzeuges, welches später mehrfach im öffentlichen Bereich bei Paraden (RAF Preserved Armoured Rolls Royce Mayor Parade 2017) und Ausstellungen fotografiert wurde, ist nicht bekannt.[14][15]
- Ein Rolls-Royce Armoured Car „Indian Pattern“ (1921) befindet sich als unrestauriertes Restobjekt im Cavalry Tank Museum (Ahmednagar). Die genaue Provenienz dieses Fahrzeuges ist unbekannt.[16]